# Erythronium montanum
Espèce
Classification phylogénétique
Erythronium montanum, dont le nom vernaculaire est parfois traduit de l'anglais par Lys des avalanches, est une espèce de plante à fleur de la famille des Liliaceae présente à l'état naturelle dans les régions montagneuses du Nord-Ouest Pacifique au Canada et aux États-Unis.
La floraison a lieu à la fin du printemps après la fonte des neiges. Les plantes sont souvent regroupées en tapis dense mais isolé. Les fleurs peuvent rester présente jusqu'au milieu de l'été dans les zones où la neige reste présente plus longtemps. Dans le centre de la chaine des Cascades, elle est souvent accompagnée de la Clintonie uniflore (Clintonia uniflora), de Trillium ovatum et de Anemone occidentalis.

## Habitat
La plante est présente en Colombie-Britannique, dans l'État de Washington et en Oregon. Elle est ainsi présente dans les régions alpine et subalpine des montagnes Olympiques et de la chaine des Cascades comme par exemple dans le parc national Olympique.